# Ganz-MÁVAG SE
A Ganz-MÁVAG Sport Egyesület egy megszűnt labdarúgócsapat, melynek székhelye Budapest VIII. kerületében volt. A csapat egy alkalommal szerepelt az NB I-ben még az 1945-ös idényben. 1988-ban a klub beolvadt a Budapesti Építők SC csapatába.

## Névváltozások
- 1903–1921 Ganzgyári SE (Ganz-gyári Labdarúgó Kör)
- 1921–1945 Ganz-gyári Torna Egyesület
- 1945 Ganz VTSE
- 1945–1950 Ganz-gyári Torna Egyesület
- 1950–1951 Ganz Vasas
- 1951–1956 Vasas Ganzvagon SK
- 1956–1957 Ganz TE
- 1957–1958 Ganzvagon TE
- 1958–1959 Vasas Ganzvagon
- 1949–? Ganz MÁVAG Vasas SE
- ?–1988 Ganz MÁVAG SE

## Híres játékosok
* a félkövérrel írt játékosok rendelkeznek felnőtt válogatottsággal.
- Kubala László
- Schubert Gyula
- Ferenczi Antal
- Nyers István
- Szabó György

## Híres edzők
- Mészöly Kálmán

## Sikerek
NB I
- Résztvevő: 1945

NB III
- Bajnok: 1959-60, 1975-76, 1977-78, 1984-85